# Partito di Centro (Islanda)
Il Partito di Centro (in islandese: Miðflokkurinn) è un partito politico liberal-populista islandese fondato nel settembre 2017. Il partito si è scisso dal Partito Progressista a causa di alcune controversie sulla leadership, e poi le due fazioni hanno deciso di unirsi come nuovo partito prima delle elezioni parlamentari del 2017. Fa parte della famiglia dei partiti agrari nordici e, come molti partiti in Islanda, è euroscettico.

## Ideologia
Partito centrista autoproclamato, segue il liberalismo e il populismo. Il partito propone di riformare il settore bancario statale, mantenendo la proprietà della Landsbankinn, rivendicando la partecipazione dello stato in Arion Bank, che è controllata da un hedge fund e ridistribuendo un terzo delle sue azioni tra gli islandesi. Prevede inoltre di vendere la partecipazione esistente del governo in Íslandsbanki. Il partito sostiene la rottamazione dei debiti e si oppone all'adesione dell'Islanda all'Unione Europea .
Al congresso inaugurale del partito, a Reykjavik l'8 ottobre, il presidente e fondatore del partito Sigmundur Davíð Gunnlaugsson ha affermato che il partito sostiene le migliori idee di sinistra e di destra, sottolineando sia la protezione dei diritti individuali che la sicurezza sociale, concentrandosi anche su questioni regionali sulla stessa linea della Northern Powerhouse nel Regno Unito e il miglioramento delle prestazioni per gli anziani. Il partito propone anche di migliorare i servizi di traghetto e costruire un nuovo policlinico universitario.
Il partito si è opposto alla norma per estendere i diritti all'aborto alla ventiduesima settimana di gravidanza. Il partito si è opposto alla norma per consentire alle persone di definire il proprio genere per legge. Uno dei membri del partito ha chiesto di discutere nelle scuole pubbliche delle tesi negazioniste sul cambiamento climatico. Nel 2021, Sigmundur Davíð ha chiesto al governo islandese di adottare la stessa politica di asilo della Danimarca, che prevede di inviare richiedenti asilo in paesi al di fuori dell'Europa mentre ila loro situazione è in fase di elaborazione. Davíð ha affermato che l'obiettivo di questa politica era garantire che nessuno venisse nel paese in cerca di asilo.

## Controversie
Nel dicembre 2018, una intercettazione ha registrato quattro parlamentari del Partito di Centro, incluso il leader del partito Sigmundur Davíð, che discutevano di alcune donne e di una donna disabile con linguaggio denigratorio e sessista. Lo scandalo divenne noto come l'Affare Klaustur.
Nell'ottobre 2021, Birgir Þórarinsson, che era stato eletto per il Partito di Centro alle elezioni del mese precedente, ha annunciato che avrebbe lasciato il Partito e che si sarebbe unito invece al Partito dell'Indipendenza. Birgir ha citato lo scandalo del 2018 come motivo per lasciare il partito. Dopo la defezione di Birgir, il Partito di Centro rimase con due membri dell'Althing.

## Risultati elettorali
| Elezione          | Voti   | %    | Seggi  |
| ----------------- | ------ | ---- | ------ |
| Parlamentari 2017 | 21.335 | 10,9 | 7 / 63 |
| Parlamentari 2021 | 10.879 | 5,45 | 3 / 63 |

## Leader
| Presidente                   | Periodo         |
| ---------------------------- | --------------- |
| Sigmundur Davið Gunnlaugsson | 2017 – presente |